# Rode-Haanstraat
De Rode-Haanstraat is een doodlopende steeg in Brugge.

## Beschrijving
De steeg heeft zijn naam te danken aan een huis op de hoek van de Spanjaardstraat, genaamd de Rode Haan.
Het was een straetken met een hende, dat om die reden vaak in één adem met de Spanjaardstraat werd genoemd, soms als Blinde Spanjaardstraat. Nog in 1828 had men het in een akte over een huis gelegen op de hoek van het Blind Spanjaardstraetkin. Het ging toen om de herberg De Hesp - Au Jambon, op de hoek van het straatje met de Spanjaardstraat. In de tweede helft van de 20ste eeuw en tot in 2012 was de naam Rode-Haanstraat goed bekend bij de Bruggelingen, want het was het adres van de Directe Belastingen, waar men zijn belastingbrief moest indienen.
De naam Rode-Haanstraat was vanaf begin 19de eeuw definitief ingeburgerd. Het steegje vangt aan in de Spanjaardstraat en loopt na een twintigtal meter dood.